# Pro Golf Tour
Die Pro Golf Tour wurde 1997 als EPD Tour (engl. European Professional Development Tour) von dem Kanadier Wayne Hachey gegründet und ist ein Bestandteil der Satellite Tour, zu der auch die Alps Tour, die Nordic League und die PGA Europro Tour zählen. Nach der PGA European Tour und der Challenge Tour stellen die Turnierserien der Satellite Tour die dritte Leistungsebene im professionellen Golfsport dar.
Mit dem Saisonstart 2013 wurde die EPD Tour umbenannt in "Pro Golf Tour".
Die Saison 2018 der Pro Golf Tour wird mit 22 Turnieren gespielt in sieben Ländern: Ägypten, Marokko, Österreich, Tschechien, Polen, den Niederlanden und Deutschland. Erstmals findet ein Turnier der Pro Golf Tour auch statt in den Niederlanden, nämlich das Broekpolder International Open in Vlaardingen in der Nähe von Rotterdam.

## Geschichte
Der Kanadier Wayne Hachey, selbst ausgebildeter PGA Teaching-Professional, kam 1989 nach Deutschland und arbeitete bis 1994 als Trainer in Erlangen. In den Jahren 1995 und 1996 versuchte er sich selbst auf kleineren Profitouren in den USA.
Dort entstand die Idee für die EPD Tour: „Ich dachte mir, so etwas brauchen wir auch für unsere Professionals in Europa.“
Seit ihren Anfangsjahren hat sich die EPD-Tour ständig weiter entwickelt. Spieler aus 45 Ländern haben seit Gründung der Tour im Jahr 1997 an den Turnieren teilgenommen. In der Eröffnungssaison 1997 wurden sechs Turniere zwischen München und Hamburg durchgeführt und 15.000 DM Preisgeld ausgezahlt, der glückliche Gewinner, der Österreicher Pepi J. Ebner, qualifizierte sich für die One Million Dollar-Tour in Kalifornien.
2001 wurde die Tour offiziell von der European Tour anerkannt. Heute ist die EPD-Tour das „Sprungbrett“ für den Nachwuchs der Profigolfer. Auch die deutschen Spieler Marcel Siem und Martin Kaymer starteten ihre Karriere auf der EPD-Tour. Wie hat sich die EPD Tour in den letzten Jahren entwickelt?
2006 prägte Martin Kaymer die Tour. In seiner ersten Saison als Professional feierte er fünf Siege. Damit qualifizierte sich Kaymer direkt für die Challenge Tour und marschierte schließlich über die Rangliste zur European Tour durch. Den Sprung auf die Challenge Tour 2007 schafften Robin Swane, Benjamin Miarka, Manuel Kempe, Lasse Jensen und Richard Treis.
Die Pro Golf Tour schüttet mittlerweile knapp eine halbe Million Euro Preisgeld aus. Die Übernahme durch die PGA of Germany und die Beteiligung der Langer Sport Marketing GmbH sind Garanten dafür, dass die Erfolgsgeschichte der Serie ihre Fortsetzung finden wird.
Tourgründer Hachey fiel es, wie er gesteht, „nicht ganz leicht“, die Serie, die er 1997 mit damals sechs Turnieren und insgesamt 15000 Mark Preisgeld ins Leben gerufen hatte, zu verkaufen.
Mit Beginn der Saison 2013 erfolgte die Umbenennung in „Pro Golf Tour“. „Unverändert bleibt die Pro Golf Tour eine Satellite Tour der European Tour und damit eine direkte Qualifikationsmöglichkeit für die Challenge Tour.“ Am 15. Juli 2015 wurde bekannt gegeben, dass die Pro Golf Tour nebst der Alps Tour Golf, der EuroPro Tour und der Nordic Golf League in das OWGR (Official World Golf Ranking) aufgenommen wird.